# Shanna Young
Shanna Young (20 de febrero de 1991, Salem, Virginia, Estados Unidos) es una artista marcial mixta estadounidense que compite en la división de peso gallo de Ultimate Fighting Championship.

## Antecedentes
Young, que hizo karate desde los ocho hasta los 18 años y tomó una beca de lucha libre en la Universidad King en Bristol, TN, comenzó su carrera profesional de MMA en 2015.

## Carrera en las artes marciales mixtas

### Carrera temprana e Invicta FC
Después de tres victorias relativamente cómodas, Young tomó una decisión dividida muy reñida contra Pam Sorenson. Después de su victoria sobre Pam, recibió la noticia de que había sufrido un desgarro en el labrum de su cadera. Tras recuperarse de esa lesión, volvió a romperse el mismo labrum. Estuvo de baja durante dos años debido a estas lesiones antes de volver a luchar en Invicta FC.
Se suponía que Young se enfrentaría a Raquel Pa'aluhi en su debut en Invicta FC, pero Raquel se retiró y fue reemplazada por Lisa Verzosa el 1 de septiembre de 2018, en Invicta FC 31: Jandiroba vs. Morandin. Perdió el combate por decisión dividida.ref>«Invicta FC 31 results: Champ Virna Jandiroba taps Janaisa Morandin». MMA Junkie (en inglés). 2 de septiembre de 2018. Consultado el 3 de agosto de 2019.</ref>
Después de perder este combate, luchó dos veces para Valor Fighting Challenge, ganando ambas peleas por paro antes de ser invitada en el Dana White's Contender Series para enfrentar a Sarah Alpar el 13 de agosto de 2019. Perdió el combate por sumisión en el segundo asalto.
Después, regresó a Invicta y luchó contra Maiju Suotama el 1 de noviembre de 2019 en Invicta FC 38: Murata vs. Ducote. Ganó el combate por decisión unánime.
Después de que Mariya Agapova se viera obligada a retirarse de su pelea contra Daiana Torquato el 7 de febrero de 2020 en Invicta FC 39: Frey vs. Cummins II, Shanna Young reemplazó a Mariya, pero no fue autorizada médicamente después de que se enfermó la semana de los pesajes.

### Ultimate Fighting Championship
Young hizo su debut en la UFC como reemplazo de Nicco Montaño contra Macy Chiasson el 15 de febrero de 2020 en UFC Fight Night: Anderson vs. Błachowicz 2. Perdió el combate por decisión unánime.
Young se enfrentó a Stephanie Egger el 2 de octubre de 2021 en UFC Fight Night: Santos vs. Walker. Perdió el combate por nocaut técnico en el segundo asalto.

## Campeonatos y logros

### Artes marciales mixtas
- King of the Cage
  - Campeonato Femenino de Peso Gallo (una vez)[2]
    - Exitosa defensa del título
- Invicta Fighting Championships
  - Pelea de la Noche (una vez) vs. Lisa Verzosa[2]

## Récord en artes marciales mixtas
| Resultado | Récord | Oponente         | Método                                            | Evento                                     | Fecha                   | Ronda | Tiempo | Localización               | Notas                                         |
| --------- | ------ | ---------------- | ------------------------------------------------- | ------------------------------------------ | ----------------------- | ----- | ------ | -------------------------- | --------------------------------------------- |
| Derrota   | 7-4    | Stephanie Egger  | TKO (codazo)                                      | UFC Fight Night: Santos vs. Walker         | 2 de octubre de 2021    | 2     | 2:22   | Las Vegas, Nevada          |                                               |
| Derrota   | 7-3    | Macy Chiasson    | Decisión (unánime)                                | UFC Fight Night: Anderson vs. Błachowicz 2 | 15 de febrero de 2021   | 3     | 5:00   | Río Rancho, Nuevo México   |                                               |
| Victoria  | 7-2    | Maiju Suotama    | Decisión (unánime)                                | Invicta FC 38: Murata vs. Ducote           | 1 de noviembre de 2019  | 5     | 5:00   | Kansas City, Kansas        | Combate de peso mosca.                        |
| Derrota   | 6-2    | Sarah Alpar      | Sumisión (estrangulamiento por detrás)            | Dana White's Contender Series 24           | 13 de agosto de 2019    | 2     | 2:55   | Las Vegas, Nevada          |                                               |
| Victoria  | 6-1    | Anastasia Bruce  | Sumisión (estrangulamiento por triángulo montado) | Valor Fighting Challenge 56                | 1 de marzo de 2019      | 1     | 2:35   | Knoxville, Tennessee       | Combate de peso mosca.                        |
| Victoria  | 5-1    | Jessica Borga    | Sumisión (puñetazos)                              | Valor Fighting Challenge 54                | 19 de enero de 2019     | 3     | 3:24   | Knoxville, Tennessee       |                                               |
| Derrota   | 4-1    | Lisa Spangler    | Decisión (dividida)                               | Invicta FC 31: Jandiroba vs. Morandin      | 1 de septiembre de 2018 | 3     | 5:00   | Kansas City, Misuri        | Pelea de la Noche.                            |
| Victoria  | 4-0    | Pam Sorenson     | Decisión (dividida)                               | KOTC: Generation X                         | 8 de abril de 2016      | 5     | 5:00   | Carlton, Minnesota         | Defendió el Campeonato de Peso Gallo de KOTC. |
| Victoria  | 3-0    | Christina Jobe   | TKO (retiro)                                      | KOTC: Bear Brawl                           | 21 de noviembre de 2015 | 3     | 5:00   | Carlton, Minnesota         | Ganó el Campeonato de Peso Gallo de KOTC.     |
| Victoria  | 2-0    | Moriel Charneski | Decisión (mayoritaria)                            | KOTC: Attack Mode                          | 25 de julio de 2015     | 3     | 5:00   | Lac du Flambeau, Wisconsin |                                               |
| Victoria  | 1-0    | Katelyn Dykas    | Sumisión (estrangulamiento por detrás)            | Valor Fights 22                            | 11 de abril de 2015     | 3     | 1:53   | Knoxville, Tennessee       | Combate de peso acordado (128 libras).        |